# Плоскоріз Фокіна

Схема плоскоріза Фокіна

Плоскоріз Фокіна — вдосконалена сапа, названа дачниками іменем винахідника.

## Улаштування
Плоскоріз Фокіна  являє собою специфічної форми сапку із загартованого металу  має три робочі леза, якими можна зрізати бур'ян «вперед — назад» , а торцевим лезом   працювати, як звичайною вузькою сапкою.

## Застосування
Застосовується для заощадливого безвідвального ґрунтообробітку.
Першочерговим завданням винахідника стало забезпечення надійним інструментом людей, які проходять реабілітацію після травми, із хворою спиною, пенсіонерів. Ручка інструмента робиться до плеча працівника. Це дозволяє підсікати бур'яни, згрібати зрізану траву і завантажувати її у відро без нахилу корпусу.
Основне завдання — не пропустити момент, коли рослини-шкідники дають насіння. Такі рослинні рештки можна викидати в компостну яму, яка за сезон з харчових відходів і продуктів життєдіяльності людини і свійських тварин та птахів дає компост для мінералізації ґрунту на присадибній ділянці.

## Принцип роботи
- Ділянка, на якій працюють плоскорізом, може не переорюватися, а лише культивуватися.
- Сенс полягає у тому, що не порушується родючий верхній шар і його мікрофлора. Збалансований світ мікроорганізмів родючого шару ґрунту природно підживлює корені культурних рослин. Бур'яни пригнічуються частим зрізанням, трава не встигає дати насіння. Після збору врожаю ділянка мульчується.
- Людина не отримує великого навантаження на спину, оскільки в процесі роботи майже не нахиляється: зрізання без нахилу здійснюється за рахунок довгого держака, збір трави і завантаження у відро шляхом підтримки однією ногою чи одразу витряхуванням залишків ґрунту плоскими вилами.

Доступні види робіт
- Підрізання бур'янів
- Прополювання під кущами
- Скошування бур'яну
- Низьке чи високе підгортання
- Дрібне чи глибоке розпушування
- Нарізання канавок у ґрунті
- Формування грядок
- Присипання насіння при посадці
- Подрібнення грудок чи згортання камінців і грудок, що не подрібнилися
- Розгрібання куп із ґрунту чи сипучих матеріалів (компост, перегній, будівельне сміття, глина, пісок, мілкий щебінь, відсів, тощо)
- Вирівнювання поверхні
- Ворошіння сіна
- Висмикування бур'янів
- Згрібання зрізаних рослинних решток
- Завантажування їх у відро
- Проріджування посівів
- Щілювання міжрядь
- Чищення підлоги і стін (від грибка, цвілі, облущеної чи старої побілки та штукатурки, пташиного посліду, тощо)
- Прополка полуниці і суниці
- Замішування будівельних розчинів із сухих сумішей

Виготовлення інструмента своїми руками
Дана стаття не є інструкцією з виготовлення. Креслення з детальними розмірами і порадами щодо послідовності виготовлення широко представленні в інтернеті (див. розділ Посилання). Виготовлення своїми руками доступне будь-якому аматору.